# كلية الألسن (جامعة الغردقة)
كلية الألسن جامعة الغردقة هي كلية حكومية مصرية إستقبلت طلابها في أول عام دراسي لافتتاحها 2021 /2022.

## اقسام الكلية
وتضم الكلية أربعة أقسام هي:
- اللغة الإنجليزية.
- اللغة الإيطالية.
- اللغة الروسية.
- اللغة الألمانية.